# Cadurcia borbonensis
Cadurcia borbonensis är en tvåvingeart som beskrevs av Villeneuve 1926. Cadurcia borbonensis ingår i släktet Cadurcia och familjen parasitflugor.
Artens utbredningsområde är Réunion. Inga underarter finns listade i Catalogue of Life.